# 이그니콕쿠스 파시피쿠스
이그니콕쿠스 파시피쿠스는 이그니콕쿠스속에 속하는 한 종이다.